# Timotej Pluh z Rabštejna
Timotej Pluh z Rabštejna, též Timotheus, psaný často jako Tamo, Tammo nebo Timo († před rokem 1351), byl 19. proboštem litoměřické kapituly sv. Štěpána v letech 1341–1347.

## Život
Byl synem Oldřicha Huga Pluha z Rabštejna, nejvyššího hofmistra krále Jana Lucemburského. Stal se duchovním, ale až roku 1327 podle papežského reskriptu se stal kanovníkem svatovítské pražské kapituly. Byl však později obviněn, že proboštství získal svatokupectvím (simonií). Pražskému arcibiskupovi vypověděl, že si není vědom žádné viny, snažil se dokázat, že jednal čestně, chtěl, aby jeho obvinění bylo oficiálně zrušeno. Konečné rozhodnutí vynesl apoštolský stolec v Římě. Byl zproštěn jakéhokoliv druhu obvinění a formálně pak rezignoval na litoměřické proboštství, aby byl právoplatně litoměřickým proboštem jmenován přímo papežem Klementem VI. (1342–1352).
Timotej se pečlivě staral o litoměřickou kapitulu a již roku 1341 mu král Jan Lucemburský oficiálně potvrdil její privilegia.
Tento probošt býval v Litoměřicích často nepřítomen, protože měl u královského dvora důležité funkce. Král se rozhodl roku 1347 proto založit nové duchovní obročí – funkce „proboštský vikář“. Nový člen v kapitule měl právo sedět při zasedání kapituly v chóru bezprostředně za kapituláři. Probošt Timotej mu vyplácel šest kop ročně jako mzdu a probošt dostal právo mít vlastního koně a sluhu. Při hrazení dalších výdajů dostal z příjmu proboštské vesnice Křešice dva desátky, hrách, jáhly, konopí, pepř, pšenici, ječmen, zimní žito a oves. Dne 1. října 1347 se stal prvním proboštským vikářem Jakub, jehož pražský arcibiskup potvrdil již 3. července 1347.
Téhož roku byl jmenován budoucím litoměřickým proboštem Bohuslav z Pardubic, a proto Timotej Pluh z Rabštejna na funkci litoměřického probošta rezignoval, ale zachované doklady jej uvádějí roku 1349 ještě v Litoměřicích, nikoli již ve funkci probošta. Kdy tento bývalý probošt zemřel, není přesně znám, ale o jeho smrti je zmínka v papežském breve Klementa VI. z 12. února 1351. O závěru jeho života se bohužel nezachovaly písemné doklady, jisté je, že se tak stalo před rokem 1351.